# WASP-121b
WASP-121b, denumită oficial Tylos, este o exoplanetă care orbitează în jurul stelei WASP-121. WASP-121b este prima exoplanetă descoperită care conține apă într-o stratosferă planetară extrasolară (adică, un strat atmosferic în care temperaturile cresc pe măsură ce altitudinea crește). WASP-121b se află în constelația Pupa și se află la aproximativ 858 de ani lumină distanță de Pământ.

## Nomenclatură
În august 2022, această planetă și steaua sa gazdă au fost selectate printre cele 20 de sisteme care urmau să fie propuse pentru a fi numite de cel de-al treilea proiect NameExoWorlds. Numele aprobate, propuse de o echipă din Bahrain, au fost dezvăluite în iunie 2023. WASP-121b a primit numele Tylos, după numele antic grecesc pentru Bahrain, iar steaua sa gazdă este numită Dilmun, după o civilizație antică. 

## Caracteristici

WASP-121b - vizualizări simulate pe computer (august 2018)

WASP-121b este o exoplanetă de tip Jupiter fierbinte, cu o masă de aproximativ 1,16 ori mai mare decât cea a lui Jupiter și o rază de aproximativ 1,75 ori mai mare decât cea a lui Jupiter. Exoplaneta face o rotație în jurul stelei sale gazdă, WASP-121, cu o perioadă orbitală de 1,27 zile. 
Într-o lucrare publicată în 2019, Hellard et al. au discutat posibilitatea de a măsura numărul Love al Jupiterilor fierbinți în tranzit folosind HST/ STIS. O măsurare provizorie a parametrului {\displaystyle h_{2}=1.4\pm 0.8} a fost obținută pentru WASP-121b în cadrul aceleiași lucrări.
Planul orbitei planetei este înclinat cu 8,1° față de planul ecuatorial al stelei.

### Compoziția atmosferică
Un sondaj spectral din 2015 a atribuit benzile fierbinți de absorbție ale stratosferei, la o temperatură de 2.500 °C, moleculelor de apă, oxidului de titan (II) (TiO) și oxidului de vanadiu (II) (VO). Fierul neutru a fost detectat și în stratosfera lui WASP-121b în 2020, alături de crom și vanadiu neutri. Ulterior, afirmațiile de detectare a oxidului de titan (II) (TiO) și a oxidului de vanadiu (II) (VO) au fost invalidate.
Reanaliza datelor spectrale agregate a fost publicată în iunie 2020. Au fost detectați magneziu neutru, calciu, vanadiu, crom, fier și nichel, precum și atomi de sodiu ionizați. Calitatea scăzută a datelor disponibile împiedică identificarea pozitivă a oricăror specii moleculare, inclusiv a apei. Atmosfera pare să fie semnificativ dezechilibrată chimic și posibil să scape. Fluxurile atmosferice puternice dincolo de lobul lui Roche, care indică o pierdere continuă a atmosferei, au fost confirmate la sfârșitul anului 2020.
În 2021, s-a descoperit că atmosfera planetară este puțin mai albastră și mai puțin absorbantă, ceea ce ar putea fi un indiciu al modelelor meteorologice planetare. Până la jumătatea anului 2021, a fost confirmată prezența ionilor de fier, crom, vanadiu și calciu în atmosfera planetară. În 2022, a fost detectat și bariul. Până în 2022, s-a confirmat absența titanului în atmosfera planetară, atribuită condensului de noapte al dioxidului de titan, care este foarte refractar.
Observațiile efectuate de Telescopul Spațial Hubble în perioada 2016-2019, publicate în 2024, confirmă variabilitatea atmosferei lui WASP-121b.  

## Posibilă exolună
Sodiul detectat prin spectroscopie de absorbție în jurul lui WASP-121b este compatibil cu un tor de gaz extrasolar, posibil alimentat de un exo-Io ascuns. 